# Ernst Wilhelm Wolf
Pour les articles homonymes, voir Wolf.
Ernst Wilhelm Wolf est un maître de chapelle et compositeur allemand, né à Großenbehringen le 25 février 1735 et mort à Weimar le 1er décembre 1792.

## Biographie
Wolf devint maître de concerts en 1761 puis maître de chapelle à la cour de Weimar. Il fut protégé par la duchesse Anne-Amélie de Brunswick, qui fut son élève, mais il n'eut pas droit aux faveurs de Johann Wolfgang von Goethe, qui le jugeait trop peu original. Il épousa Marie Carolina Benda, la fille du musicien Franz Benda.

## Œuvres
- 20 Singspiele (opérettes)
- 35 symphonies (dont 15 perdues)
- 17 quatuors à cordes
- 18 concertos pour piano
- 2 concertos pour violon
- Outre 70 sonates pour  clavecin, clavicorde ou fortepiano
- Pièces de musique de chambre
- Lieder (poème).